# SSM-700K C-Star
Le SSM-700K C-Star (en coréen : « Haeseong », en hangeul : 해성, Sea Star) est un missile de croisière sol-sol développé en 2003 par l’Agence pour le développement de la défense (ADD) sud-coréenne, LIG Nex1 et la marine de la république de Corée. Les missiles sont déployés sur les destroyers KDX-II et KDX-III à partir de 2006, chacun transportant respectivement 8 et 16 de ces missiles, et sur les frégates de classe Ulsan.

## Historique du développement
Au cours des années 1970, la marine de la république de Corée a décidé d’importer des missiles antinavires Exocet pour dissuader la Corée du Nord de poursuivre ses provocations navales. Compte tenu du fait que la marine populaire de Corée était alors (et est toujours) principalement composée de nombreux navires de petite et moyenne taille, un missile antinavire guidé petit et bon marché a été proposé. En 1978, l’Agence coréenne pour le développement de la défense (ADD) a commencé le développement du missile antinavire Hae Ryong, et en 1987, la marine de la République de Corée a approuvé la production en série des missiles. Mais le Hae Ryong était équipé d’un système de guidage laser semi-actif, limitant sa capacité tactique par mauvais temps. Des pressions supplémentaires de la part des États-Unis ont finalement entraîné la fin du projet.
En 1990, le problème de la grande partie du budget de la défense consacrée à l’achat de missiles antinavires à des pays étrangers a été soulevé. La marine de la république de Corée a ordonné à l’ADD de développer un missile dont les performances seraient égales ou supérieures à celles du missile Harpoon Block 1C. Le nouveau missile a été nommé Haeseong, et les recherches ont commencé en 1996 sur les technologies de base des missiles suivantes :
- Système de recherche de micro-ondes
- Système de navigation inertielle
- Altimètre radar
- Système de brouillage électronique
- Turboréacteur SS-760K

Après 7 ans de recherche, le 21 août 2003, l’ADD a testé avec succès le Haeseong et a coulé le navire cible factice. Le 20 décembre 2005, le premier modèle de production a été tiré avec succès depuis le destroyer ROKS Dae Jo-yeong (DDH-977) de classe KDX-II.

## Missiles de croisière
Un missile de croisière de moyenne portée, le Haeseong a été développé pour la guerre transhorizon, capable d’attaquer des cibles jusqu’à 150 km. Voyageant à des altitudes très basses, il utilise un turboréacteur subsonique, avec un système de navigation inertielle (INS) et un système de positionnement global (GPS) pour le guider vers sa cible, en utilisant un altimètre radar pour maintenir son altitude. Un radar actif est utilisé pour le guidage dans la phase terminale immédiatement avant l’impact. Il a été conçu pour être déployé dans un environnement de guerre électronique active, équipé à la fois de systèmes de détection et de contre-mesures. L’ogive elle-même est similaire à celle du Harpoon, équipée d’une fusée à impact ou de pénétration. Le Haeseong convient également à la défense côtière, et peut être lancé depuis la terre à partir de plates-formes terrestres fixes et mobiles. L’agence de développement revendique « un taux de précision de 100% dans les tests de tir réel », comme lors de l’exercice RIMPAC.
Un nombre inconnu de missiles C-Star auraient été vendus à la Colombie.
En septembre 2011, les responsables de la défense sud-coréenne ont confirmé le développement d’un missile de croisière supersonique basé sur le Haeseong I. Le Haeryong (Dragon de mer), ou Haeseong II, est conçu comme un missile de croisière mer-sol qui se déplace plus vite que Mach 1 et qui peut échapper aux systèmes de défense pour frapper avec précision des cibles à terre, en particulier les rampes de lancement de missiles nord-coréennes. Le missile a été mis au point sans l’aide des États-Unis, et il ne sera pas proposé à l’exportation, en raison des restrictions imposées par le régime de contrôle de la technologie des missiles. Les navires lanceront le missile avec des systèmes de lancement verticaux et inclinés.
Le développement du Haeryong, également appelé Tactical Ship to Land Missile (TSLM), a été achevé en 2014 et les frégates de classe FFX-I ont commencé à utiliser la version à lancement oblique (SL) à partir des mêmes lanceurs inclinés qui tirent le missile antinavire depuis 2016. La production en série de la version à lancement vertical (VL) débute en 2018. Il se différencie par la présence d’un propulseur d'appoint de lancement plus puissant avec poussée vectorielle. Il équipe les frégates de classe FFX-II et FFX-III et sera opérationnel en 2019. Le TSLM est équipé d’une ogive à sous-munitions capable de « couvrir la superficie de deux terrains de football » combinant une charge profilée et une chemise de fragmentation. Il pourra pénétrer les véhicules blindés et détruire les cibles vulnérables, afin de frapper les systèmes d’artillerie et de missiles nord-coréens. Il peut être redirigé en vol vers une nouvelle cible. Sa capacité à éviter les obstacles est améliorée, et il a une portée de 200 km,,,.
Il existe un missile de croisière appelé Haeseong III conçu pour être lancé sous l’eau à partir de sous-marins, mais c’est en fait la désignation du missile de croisière Hyunmoo-3 lorsqu’il est lancé à partir d’un sous-marin, et il n’est pas lié aux missiles Haeseong précédents.

## Variantes
- SSM-700K : Modèle de production initial, avec tête chercheuse en bande Ku importée, et turboréacteur SS-760K basé sur le R95TP-300 russe ;
- SSM-710K : Modèle actuel avec tête chercheuse en bande Ku de conception locale, turboréacteur SSE-750K et d’autres améliorations ;
- SSM-750K : version d’attaque terrestre du SSM-710K. La tête chercheuse en bande Ku est remplacée par un ensemble de guidage GPS/INS.

## Production
Pour la première phase de production du missile, 33 unités ont été livrées en 2007. 100 missiles Haeseong supplémentaires ont été livrés à la marine sud-coréenne d’ici 2010.

## Opérateurs
- Colombia : Commandé en 2012 pour les frégates de classe Almirante Padilla[10]
- South Korea[2]
- Philippines[11]